# Bad Georgia Road
Bad Georgia Road est un film américain réalisé par John C. Broderick (en) et sorti en 1976.

## Synopsis
Une jeune newyorkaise hérite d'une ferme dans le sud des États-Unis, qui se révèle être une distillerie illégale.

## Fiche technique
- Réalisation : John C. Broderick (en)
- Scénario : Jeffrey Bernini et John C. Broderick
- Production : Dimension Pictures Inc
- Musique : Don Peake
- Photographie : Tak Fujimoto
- Montage : Keith Olson
- Durée : 86 minutes
- Date de sortie : 
  - États-Unis : 30 juin 1977 (Dakota du Nord)

## Distribution
- Gary Lockwood : Leroy Hastings
- Carol Lynley : Molly Golden
- Royal Dano : Arthur Pennyrich
- Tom Kibbe : Darryl
- John Wheele : Dub Douchette
- Cliff Emmich : Earl DePue
- Glynn Rubin : Laura Jean
- Dick Haynes : C.B. Man
- John Kerry : Larch
- Conrad E. Palmisano : Minstrel
- W.L. Luckey : Tobey
- Norman Sheridan : Reese
- John F. Goff : Mr. Shields
- Mary Woronov : Hackett
- Sharon Barr : Chamberlin
- Christine Dickerson : Geller
- Gus Peters : Tommy
- Hal Bokar : Tyrone
- George 'Buck' Flower : Spiker
- Judy Hanson : Lu Ann
- Tony Epper : Jessie
- Richard Kennedy : Texan
- Jill Jacobson : Sharlene
- Andy Warhol : lui-même